# Joanna Scanlan

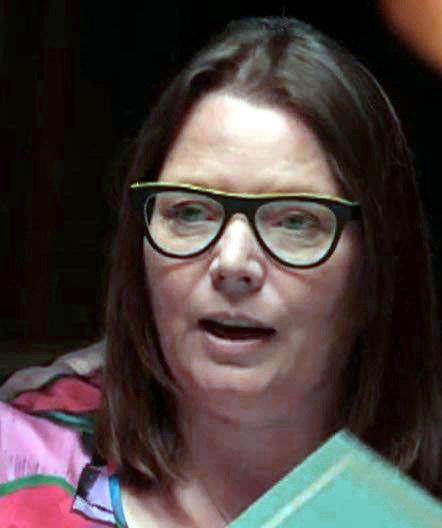
Joanna Scanlan, 2019

Joanna Scanlan (* 27. Oktober 1961 in West Kirby, North West England) ist eine britische Schauspielerin und Drehbuchautorin.

## Leben
Joanna Scanlan studierte Geschichte am Queens’ College in Cambridge. Bereits zu dieser Zeit war sie schauspielerisch im Cambridge University Footlights Dramatic Club engagiert. Nach ihrem Abschluss war sie für acht Jahre als Schauspiel-Dozentin an Hochschulen tätig. Mitte der 1990er Jahre wurde sie als Schauspielerin für Film und Fernsehen aktiv.
In der Sitcom Getting On spielte sie ab 2009 nicht nur Schwester Den Flixter, sondern wirkte auch an den Drehbüchern mit. Hierzu wurde sie zwei Mal von der Writers’ Guild of Great Britain ausgezeichnet und dreimal für einen BAFTA TV Award nominiert. Ab 2015 spielte sie die Teamleiterin Vivienne Deering in der Krimiserie No Offence. 2020 war sie in Film After Love zu sehen, für den sie für verschiedene Filmpreise nominiert und ausgezeichnet wurde, so im Rahmen der British Academy Film Awards 2022 als beste Hauptdarstellerin.
Insgesamt wirkte sie in über 90 Film- und Fernsehproduktionen mit. Im Jahr 2022 wurde sie in die Academy of Motion Picture Arts and Sciences (AMPAS) berufen, die alljährlich die Oscars vergibt.

## Filmografie (Auswahl)
- 1997: Jane Eyre (Fernsehfilm)
- 2000: The Announcement
- 2003: Das Mädchen mit dem Perlenohrring (Girl with a Pearl Earring)
- 2005: A Little Trip to Heaven
- 2005: Kinky Boots – Man(n) trägt Stiefel (Kinky Boots)
- 2005–2012: The Thick of It (Fernsehserie, 20 Folgen)
- 2006: Tagebuch eines Skandals (Notes on a Scandal)
- 2007: Der Sternwanderer (Stardust)
- 2009–2012: Getting On (Fernsehserie, 14 Folgen)
- 2012: Stella (Fernsehserie, 5 Folgen)
- 2013–2014: Big School (Fernsehserie, 10 Folgen)
- 2013: The Invisible Woman
- 2013: Heading Out (Miniserie, 6 Folgen)
- 2014: Rettet Weihnachten! (Get Santa)
- 2014: Puppy Love (Miniserie, 6 Folgen)
- 2014: Testament of Youth
- 2015–2018: No Offence (Fernsehserie, 21 Folgen)
- 2016: Bridget Jones’ Baby
- 2017: Tulpenfieber (Tulip Fever)
- 2017: Pin Cushion
- 2017: How to Talk to Girls at Parties
- 2018: Requiem (Fernsehserie, 6 Folgen)
- 2018–2019: Hold the Sunset (Fernsehserie, 9 Folgen)
- 2019: Johanna – Eine (un)typische Heldin (How to Build a Girl)
- 2020: Dracula (Miniserie, Folge The Rules of the Beast)
- 2020: After Love
- 2020: McDonald & Dodds (Fernsehserie, 1 Folge)
- 2022: Gentleman Jack (Fernsehserie, 2 Folgen)
- 2024: Joy
- 2024: Slow Horses – Ein Fall für Jackson Lamb (Slow Horses) (Fernsehserie)

## Auszeichnungen (Auswahl)
British Academy Film Award
- 2022: Auszeichnung als Beste Hauptdarstellerin (After Love)

British Independent Film Award
- 2021: Auszeichnung als Beste Schauspielerin (After Love)

Writers’ Guild of Great Britain
- Writers’ Guild of Great Britain Award 2010: Best TV Comedy (Getting On)
- Writers’ Guild of Great Britain Award 2013: Best TV Comedy (Getting On)